# Biri (Innlandet)
Biri is een dorp in de gemeente Gjøvik in de provincie Innlandet, Noorwegen. Het ligt langs de westelijke oever van het meer Mjøsa, ongeveer 20 kilometer ten noorden van de plaats Gjøvik. De Noorse rijksweg 4 loopt door het dorp, dat 2,03 km² is en een bevolking van 1.580 (2022) heeft.

## Achtergrond
Het dorp Biri was oorspronkelijk het administratieve centrum van de voormalige gemeente Biri, die bestond van 1838 tot 1964. Daarna werd deze samengevoegd met de gemeente Gjøvik. Lange tijd was het dorp Biri het commerciële centrum van het omliggende platteland. Het gebied is dan ook van oudsher gecentreerd rond land- en bosbouw. De meeste inwoners werken echter in de nabijgelegen steden.
De Biri-kerk is een kruiskerk die dateert uit 1777. Het houten gebouw heeft 450 zitplaatsen en werd gebouwd nadat de oorspronkelijke kerk was afgebrand. Tijdens een brand in 1890 werden de kerkarchieven van de 18e en 19e eeuw vernietigd. In april 2008 werd rotschade ontdekt, wat leidde tot een uitgebreide renovatie die uiteindelijk twee miljoen Noorse kronen (circa 180.000 euro) zou gaan kosten.
Tijdens de Tweede Wereldoorlog deed de Noorse schrijfster Gunvor Hofmo vrijwilligerswerk in een kamp in Biri. Het is op deze plek waar ze de later gedeporteerde Oostenrijks-Joodse vluchteling Ruth Maier ontmoette.
Op 22 april 1940 kwamen zeven mensen in en het rond het postkantoor om het leven tijdens een Duitse inval. Het betrof één medewerker en zes soldaten, zowel Noorse als Britse.
De sportclub van Biri is met circa 900 leden een van de grootste in de gemeente Gjøvik. De club heeft een voetbalteam, skiteam, wielerteam, handbalteam en basketbalteam. In 2008 werd er meer dan zes miljoen kronen (circa 550.000 euro) geïnvesteerd in onder meer een nieuw kunstgrasveld. De opening vond plaats op 23 augustus 2008.

## Etymologie
Het dorp is vernoemd naar de oude Biri-boerderij die de Oudnoorse naam Biríð droeg. De naam is vermoedelijk zeer oud en de betekenis is onbekend. De mogelijkheid bestaat dat het afkomstig is van berhíð, dat 'berenhol' betekent.